# 존 셔먼
존 셔먼(John Sherman, 1823년 5월 10일~1900년 10월 22일)은 미국의 정치인이자 재정가다. 러더퍼드 B. 헤이스 대통령 시절 재무부 장관을 역임했고, 윌리엄 매킨리 대통령 시절에는 국무부 장관을 역임했다.

## 청년기
1823년 5월 10일 셔먼은 오하이오주 랭커스터에서 찰스 로버트 셔먼과 그의 아내 매리 호이트 셔먼의 여덟 째(11명 중) 아들로 태어났다. 존 셔먼의 할아버지 테일러 셔먼은 코네티컷의 변호사와 판사를 역임했으며, 19세기 초에 오하이오로 처음 방문을 해서, 그곳에서 코네티컷으로 돌아가지 전에 여러 필치의 땅을 구입했다. 1815년 테일러의 사후, 매리 호이트와 신혼이었던 아들 찰스는 가족을 이끌고 서부 오하이오주로 이주를 했다. 이어 셔먼의 여러 친척들이 따라왔고, 찰스는 랭커스터에서 변호사로 자리를 잡았다. 존 셔먼이 태어났을 무렵, 찰스는 오하이오 대법원 판사로 막 지명받았다.
셔먼의 부친 찰스는 일곱 명의 자녀를 남기고, 1829년 갑자기 죽음을 맞이했다. 셔먼의 형 윌리엄 테쿰세 셔먼을 포함한 나이가 어느 정도 찬 아이들은 근처 친척들의 손에서 길러졌지만, 존과 그의 형제 호이트 셔먼은 1831년까지 랭커스터에 어머니랑 같이 있게 되었다. 그 해에, 셔먼의 아버지 사촌(존 서먼과 동명의)이 셔먼을 오하이오주 마운트 버몬의 집으로 데리고 가서, 그곳에서 학교에 입학시켰다.
셔먼은 현지 공립학교에서 배운 후 1837년에 머스킹엄 강의 치수 프로젝트에 엔지니어로 취업했다. 그 후 1840년에 맨스필드로 이주하면서 형 윌리엄 셔먼(이후에 ‘바다로 진군’으로 유명한 연방군 장군이 됨)과 함께 법률을 공부했다. 그리고 1844년에 오하이오주에서 변호사의 인가를 받아 맨스필드에서 형의 회사에 변호사로 참여했다. 셔먼은 부동산 거래 및 목재 기업을 취득하고, 재산을 축적해 1848년 마가렛 세실리아 스튜어트와 결혼했다.

## 정치
1848년 셔먼은 휘그당 전당 대회에서 대표를 맡아 재커리 테일러를 대통령 후보로 지지했다. 셔먼은 1852년에도 당대회 대표가 되어, 윈필드 스콧을 대통령 후보로 지지했다.
1853년에 휘그당이 해체되면서 셔먼은 공화당의 창당에 참여하였고, 이듬해 1854년에 공화당에서 연방 하원의원으로 선출되었다. 셔먼은 1860년까지 3분기 연속 하원의원을 역임하였고, 3기의 제36회 의회에서 하원 세입위원회 의장을 맡았다. 그 후 1861년에 새먼 체이스의 사임에 따라 공석이 된 상원의원의 의석을 획득했다.
셔먼은 제38회와 제39회 연방 의회에서 상원 농업위원회의 의장을 맡았다. 또한 제38회, 제40회, 제41회, 제42회, 제43회, 제44회 의회에서 상원 재정위원회의 의장을 맡았다.
셔먼은 연방 의회에서 새먼 체이스 재무부 장관의 국법 은행 시스템 개발에 협력했다. 또한 남북 전쟁에 의해 발생한 인플레이션을 억제하기 위해 은행 정책 모니터링도 담당하였다. 그리고 셔먼은 안정된 사업을 위해 금본위제를 지지하는 보수주의자와 풍부한 지폐를 바탕으로 개발을 계속하고 싶은 확장주의자 사이에서 중개를 담당했다.

## 재무부 장관
1877년 셔먼은 러더퍼드 헤이스 대통령으로부터 재무부 장관 취임을 요청받고, 상원의원을 사직했다. 그리고 재무부 장관에 취임한 셔먼은 정화 지불의 재개와 국고 차입금의 상환이라는 두 가지 핵심 과제를 맡았다.
1878년 연방 의회에서 은화 주조 요구가 거세지자 헤이스 대통령의 반대를 무릅쓰고 브랜드 앨리슨 법이 통과되었다. 이 법은 재무부가 매월 200만 달러에서 400만 달러의 실버를 구입하고 그것으로 은화로 주조하는 것을 정한 것이었다.
금본위제를 주장하는 셔먼은 구매와 상관없이 황금 비축을 시작했다. 그리고 은본위제를 주장하는 의회와 대립하였고, 경쟁은 셔먼이 퇴임할 때까지 계속되었다.

## 상원 의원
1881년 셔먼은 헤이즈 대통령의 임기 만료와 함께 재무부 장관에서 물러났고 연방 상원의원으로 복귀했다. 셔먼은 제47회, 제48회, 제49회 연방 의회에서 상원 도서위원회 위원장을, 제49회, 제52회, 제54회 연방 의회에서는 상원 외교위원회 위원장을 역임했다. 제49회 연방 의회에서는 상원 임시 의장을 역임했다.
셔먼은 1897년까지 상원의원을 역임하였고, 1890년에는 〈셔먼 독점금지법〉 통과를 주도했다. 또한 셔먼은 공화당원으로 제임스 블레인 등과 함께 보호 무역을 지지하였고, 높은 관세는 성장하는 미국 산업뿐만 아니라 미국 노동자의 고임금도 외국의 경쟁으로부터 보호받을 수 있다고 주장했다. 셔먼은 1890년의 〈매킨리 관세법〉 제정에 도움을 주었고, 50%에 달하는 고율 보호 관세 정책을 고수했다.

## 국무부 장관
1897년 셔먼은 새로운 대통령에 당선된 윌리엄 매킨리로부터 국무부 장관에 지명되었다. 셔먼은 이 요청을 수용하기 위해 상원의원을 사직하였고, 맥킨리 대통령 취임과 동시에 국무부 장관직에 올랐다.
셔먼은 1898년까지 국무부 장관을 역임했지만, 그 지위는 어디까지나 명목적인 것이었다. 실질적인 업무는 국무부 차관보의 윌리엄 데이에 의해 추진되었으며, 하와이 제도의 연방 병합에 관한 협상과 쿠바의 관리권을 둘러싼 - 미국-스페인 전쟁의 개전 저지에 나섰다.

## 최후

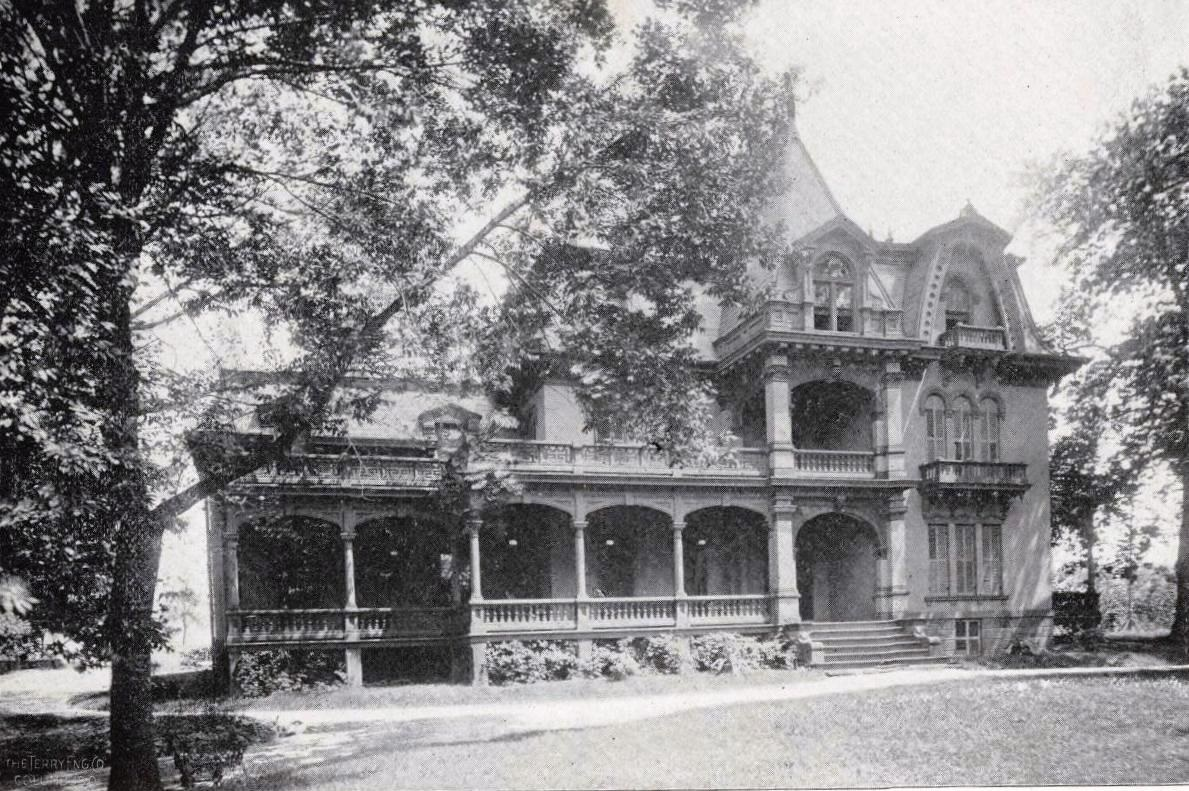
오하이오주 셔먼의 집

1898년 셔먼은 건강상의 이유로 국무부 장관을 사임했다. 셔먼은 국무부 장관 사임 후 모든 공직 생활에서 물러났다. 하루를 제외하고, 셔먼은 이전 42년 4개월 22일을 정부에서 재임을 했다. 그는 몇 번의 인터뷰를 통해 푸에르토리코와 필리핀을 병합하려는 정부의 정책에 반대한 이유를 밝혔다. 그해 말기에, 아내인 마가렛이 심장 발작을 일으켰고, 그녀는 2년 후인 1900년 6월 5일 사망했다. 셔먼은 맨스필드와 워싱턴의 집을 오갔다. 그는 1899년 오하이오 주지사 조지 K. 내쉬를 승인해 달라고 편지를 쓴 것 이외에는 대체로 정치를 멀리했다. 1900년 10월 22일 셔먼은 워싱턴 D.C.의 집에서 딸과 친척, 친구들이 임종을 지켜보는 가운데 사망했다. 워싱턴에 있는 세인트 존스 성공회 교회에서 장례를 치른 후 셔먼의 유해는 오하이오주 맨스필드의 맨스필드 시 묘지에 아내와 함께 묻혔다.

## 역대 선거 결과
| 선거명        | 직책명                         | 대수 | 정당                 | 득표율 | 득표수   | 결과 | 당락                     |
| ------------- | ------------------------------ | ---- | -------------------- | ------ | -------- | ---- | ------------------------ |
| 1854년 선거   | 하원의원 (오하이오 제13선거구) | 34대 | 네브레스카 반대 운동 | 59.80% | 8,617표  | 1위  | 오하이오주 하원의원 당선 |
| 1856년 선거   | 하원의원 (오하이오 제13선거구) | 35대 | 공화당               | 58.42% | 9,926표  | 1위  | 오하이오주 하원의원 당선 |
| 1858년 선거   | 하원의원 (오하이오 제13선거구) | 36대 | 공화당               | 57.06% | 9,426표  | 1위  | 오하이오주 하원의원 당선 |
| 1860년 선거   | 하원의원 (오하이오 제13선거구) | 37대 | 공화당               | 57.16% | 11,428표 | 1위  | 오하이오주 하원의원 당선 |
| 1861년 재선거 | 상원의원 (오하이오 제3부)      | 37대 | 공화당               | 58.92% | 76표     | 1위  | 오하이오주 상원의원 당선 |
| 1866년 선거   | 상원의원 (오하이오 제3부)      | 40대 | 공화당               | 68.94% | 91표     | 1위  | 오하이오주 상원의원 당선 |
| 1872년 선거   | 상원의원 (오하이오 제3부)      | 43대 | 공화당               | 52.14% | 73표     | 1위  | 오하이오주 상원의원 당선 |
| 1881년 재선거 | 상원의원 (오하이오 제1부)      | 47대 | 공화당               | 62.04% | 85표     | 1위  | 오하이오주 상원의원 당선 |
| 1886년 선거   | 상원의원 (오하이오 제1부)      | 50대 | 공화당               | 57.53% | 84표     | 1위  | 오하이오주 상원의원 당선 |
| 1892년 선거   | 상원의원 (오하이오 제1부)      | 53대 | 공화당               | 72.73% | 96표     | 1위  | 오하이오주 상원의원 당선 |